# Antonín Panenka
Antonín Panenka (Praga, 2 de diciembre de 1948) es un exfutbolista checoslovaco, actual presidente del FC Bohemians 1905 (llamado anteriormente como Bohemians Praga). Hizo su carrera profesional en Austria, donde jugó entre 1981 y 1993, y Checoslovaquia.

## Carrera deportiva
Además fue internacional con la selección nacional de Checoslovaquia entre 1973 y 1982, con la que obtuvo la Eurocopa de 1976, realizada en Yugoslavia. En ese campeonato, Panenka alcanzó fama y gloria gracias a su hábil y sorprendente forma de convertir el penalti que dio la victoria a la selección de Checoslovaquia en la final de la Eurocopa de fútbol de 1976 contra la selección de Alemania Federal.
En 1980 se trasladó a vivir a Viena, para jugar en el SK Rapid Viena. Durante su estancia en Austria, sin saber una palabra de alemán, recibió la ayuda de su compatriota, el también jugador de fútbol Josef Kadraba.
Posteriormente, participó con su selección en la Copa Mundial de 1982, logrando los dos únicos tantos de su equipo en el torneo, frente a los combinados de Kuwait y Francia, y ambos de penalti, aunque ejecutados de formas bien diferentes a la que lo hizo pasar a la historia.

### El penalti de Panenka
El partido final jugado en Belgrado con su correspondiente prórroga había acabado en empate. En la tanda de penaltis, Panenka convirtió el lanzamiento decisivo.
Bajo los palos estaba Sepp Maier, legendario portero del Bayern Múnich. Panenka se acercó a la pelota y un instante antes de golpear el balón se dio cuenta de que Maier se estiraba hacia el lado izquierdo. El centrocampista checo conectó con la punta de la bota la parte inferior de la pelota que se levantó un par de metros haciendo una vaselina. El balón acabó entrando lentamente por el centro de la portería, sin que el meta alemán, que ya estaba en el suelo, pudiera hacer nada para reaccionar.
Este gol ha pasado a la historia del fútbol hasta el punto de que a un penalti convertido de esta forma se le llama popularmente «penalti a lo Panenka».

## Clubes
| Club            | País           | Años      |
| --------------- | -------------- | --------- |
| Bohemians 1905  | Checoslovaquia | 1967-1981 |
| SK Rapid Viena  | Austria        | 1981-1985 |
| VSE St. Pölten  | Austria        | 1985-1987 |
| SK Slovan Wien  | Austria        | 1987-1989 |
| ASV Hohenau     | Austria        | 1989-1991 |
| Kleinwiesendorf | Austria        | 1991-1993 |

## Selección nacional
Panenka defendió durante casi una década a la selección de Checoslovaquia, siendo parte de la generación dorada que obtuvo la Eurocopa de 1976. En total participó en 59 encuentros anotando 17 goles.
| Checoslovaquia |       |    |   |    |   |    |    |    |    |
| 1973           | -     | -  | - | -  | 2 | 0  | 2  | 0  |    |
| 1974           | 6     | 1  | - | -  | - | -  | 6  | 1  |    |
| 1975           | 2     | 0  | 1 | 3  | - | -  | 3  | 3  |    |
| 1976           | 3     | 2  | 3 | 1  | 2 | 1  | 8  | 4  |    |
| 1977           | 2     | 1  | - | -  | 1 | 0  | 3  | 1  |    |
| 1978           | 6     | 1  | - | -  | - | -  | 6  | 1  |    |
| 1979           | 4     | 1  | 5 | 2  | - | -  | 9  | 3  |    |
| 1980           | 8     | 0  | 4 | 1  | 2 | 0  | 14 | 1  |    |
| 1981           | 1     | 0  | - | -  | 4 | 1  | 5  | 1  |    |
| 1982           | 1     | 0  | - | -  | 2 | 2  | 3  | 2  |    |
| Total          | Total | 33 | 6 | 13 | 7 | 13 | 4  | 59 | 17 |

### Participaciones en Copas del Mundo
| Copa del Mundo                 | Sede   | PJ | Goles | Resultado     |
| ------------------------------ | ------ | -- | ----- | ------------- |
| Copa Mundial de Fútbol de 1982 | España | 2  | 2     | Primera Ronda |

### Participaciones en Eurocopas
| Eurocopa      | Sede       | PJ | Goles | Resultado    |
| ------------- | ---------- | -- | ----- | ------------ |
| Eurocopa 1976 | Yugoslavia | 3  | 1     | Campeón      |
| Eurocopa 1980 | Italia     | 4  | 1     | Tercer lugar |

## Palmarés

### Títulos nacionales
| Título                | Equipo      | País    | Año     |
| --------------------- | ----------- | ------- | ------- |
| Bundesliga de Austria | Rapid Viena | Austria | 1981-82 |
| Bundesliga de Austria | Rapid Viena | Austria | 1982-83 |
| Copa de Austria       | Rapid Viena | Austria | 1982-83 |
| Copa de Austria       | Rapid Viena | Austria | 1983-84 |
| Copa de Austria       | Rapid Viena | Austria | 1984-85 |

### Títulos internacionales
| Título   | Selección      | País       | Año  |
| -------- | -------------- | ---------- | ---- |
| Eurocopa | Checoslovaquia | Yugoslavia | 1976 |

### Distinciones individuales
| Distinción                           | Año  |
| ------------------------------------ | ---- |
| Equipo Ideal de la Eurocopa          | 1976 |
| Futbolista del año en Checoslovaquia | 1980 |
| Premio Golden Foot Legends           | 2014 |